# Гагарин, Станислав Семёнович
Станислав Семёнович Гагарин (29 января 1935 — 22 ноября 1993) — советский и российский писатель, автор романа о Великой Отечественной войне «Мясной Бор», а также приключенческих и фантастических произведений.

## Биография
Родился в посёлке Уваровка Можайского района Московской области.
В детстве жил на Кавказе. Окончил судоводительский факультет Ленинградского мореходного училища. Работал штурманом, капитаном на торговых судах и судах рыболовного флота.
Учился во Всесоюзном заочном юридическом институте, после окончания которого стал там работать преподавателем.
Публиковаться начал с 1968 года. Писал рассказы и повести морской тематики, затем приключенческие и фантастические произведения.
Публиковался в ежегодниках «Фантастика» издательства «Молодая гвардия», в альманахе «Искатель», в других периодических изданиях, издавался отдельными книгами.
Был автором идеи и режиссёром фильма «Чёрные береты» (совместно с Виктором Доценко).
Проживал в Калининграде, Свердловске, Рязанской области, Подмосковье и Москве. Член Союза журналистов СССР. Член Союза писателей СССР.
Скончался 22 ноября 1993 года. Похоронен на Лайковском кладбище, рядом с городом Одинцово Московской области.

## Произведения
- …Пожнешь бурю: Хроника двух трагических часов
- Агасфер из созвездия Лебедя
- Альфа Кассиопеи
- Бой за Кара-Агач
- Бремя обвинения
- Возвращение в Итаку
- Вторжение (3 книги)
- Евпатий Коловрат
- Контрразведчик
- Ловушка для «Осьминога»
- Мясной Бор
- Несчастный случай
- Разум океана
- Третий апостол
- Три лица Януса
- Умереть без свидетелей
- Чёрный занавес
- Ящик Пандоры